# Ortobirrotonda pentagonal elongada
En geometría, la ortobirrotonda pentagonal elongada es uno de los sólidos de Johnson (J42). Como sugiere su nombre, puede construirse elongando una ortobirrotonda pentagonal (J34) insertando un prisma decagonal entre sus mitades congruentes. Al rotar una de las rotondas pentagonales (J6) 36 grados respecto de la otra antes de insertar el prisma se obtiene la girobirrotonda pentagonal elongada (J43).
Los 92 sólidos de Johnson fueron nombrados y descritos por Norman Johnson en 1966.